# Тори (волость, 1991—2017)
То́ри (эст. Tori) — бывшая волость в Эстонии, в составе уезда Пярнумаа.

## Положение
Площадь волости — 282,1 км², численность населения на 1 января 2006 года составляла 2538 человек.
Административный центр волости — посёлок Тори. Помимо этого, на территории волости находятся ещё 20 деревень.
Волость была образована 19 декабря 1991 года.
В Ториской конюшне, расположенной на территории волости, в конце XIX века была выведена Ториская порода лошади.

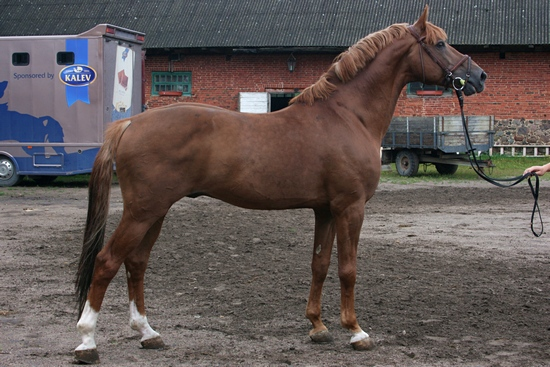
Ториская лошадь